# Miłosz Trojak
Miłosz Trojak (ur. 5 maja 1994 w Wałbrzychu) – polski piłkarz, występujący na pozycji obrońcy w  południowokoreańskim klubie Ulsan HD.

## Statystyki

### Klubowe
Na podstawie:
| Klub            | Sezonów | Liga        | Liga  | Liga   | Puchar krajowy | Puchar krajowy | Kontynentalne | Kontynentalne | Suma  | Suma   |
| Klub            | Sezonów | Liga        | Mecze | Bramki | Mecze          | Bramki         | Mecze         | Bramki        | Mecze | Bramki |
| --------------- | ------- | ----------- | ----- | ------ | -------------- | -------------- | ------------- | ------------- | ----- | ------ |
| Ruch II Chorzów | 1       | III liga    | 18    | 0      | 0              | 0              | –             | –             | 0     | 0      |
| Ruch Chorzów    | 3       | Ekstraklasa | 12    | 0      | 1              | 0              | –             | –             | 40    | 0      |
| Ruch Chorzów    | 1       | I liga      | 27    | 0      | 1              | 0              | –             | –             | 40    | 0      |
| Stomil Olsztyn  | 1       | I liga      | 19    | 1      | 1              | 0              | –             | –             | 20    | 1      |
| Odra Opole      | 4       | I liga      | 98    | 3      | 5              | 1              | –             | –             | 103   | 4      |
| Korona Kielce   | 2       | Ekstraklasa | 53    | 3      | 6              | 0              | –             | –             | 59    | 3      |
|                 | Łącznie | Łącznie     | 239   | 7      | 13             | 1              | 0             | 0             | 86    | 8      |

## Sukcesy
Na podstawie:

### Klubowe
Brak większych osiągnięć.